# Regau
Regau ist eine Marktgemeinde in Oberösterreich im Bezirk Vöcklabruck im Hausruckviertel mit 7200 Einwohnern (Stand 1. Jänner 2024). Die Klimaschutzgemeinde, die zum Gerichtsbezirk Vöcklabruck gehört, grenzt an die Bezirkshauptstadt Vöcklabruck.

## Geografie
Regau liegt auf 429 m Höhe im Hausruckviertel. Die Ausdehnung beträgt von Nord nach Süd 8,3 km, von West nach Ost 8,5 km, die Gesamtfläche beträgt 33,97 km², Regau ist somit die siebtgrößte Gemeinde im Bezirk Vöcklabruck. 33,8 % der Fläche sind bewaldet, 53,5 % der Fläche werden landwirtschaftlich genutzt. Die nördliche Grenze der Gemeinde bildet die Ager, in die an der Grenze zur Gemeinde Vöcklabruck die Vöckla mündet.

### Gemeindegliederung
Regau besteht aus den vier Katastralgemeinden Neudorf, Oberkriech, Rutzenmoos und Unterregau sowie aus 35 Ortschaften:
- Alm (47)
- Burgstall (10)
- Dorf (43)
- Dornet (18)
- Eck (80)
- Geidenberg (53)
- Hattenberg (71)
- Himmelreich (224)
- Hinterbuch (80)
- Hub (31)
- Kirchberg (125)
- Lahn (52)
- Lixlau (622)
- Mairhof (29)
- Neudorf (123)
- Oberkriech (100)
- Oberregau (109)
- Pilling (38)
- Preising (919)
- Pürstling (65)
- Regau (849)
- Reith (19)
- Riedl (66)
- Ritzing (47)
- Roith (20)
- Rutzenmoos (851)
- Schacha (32)
- Schalchham (1463)
- Schönberg (86)
- Stölln (23)
- Tiefenweg (89)
- Unterkriech (168)
- Wankham (545)
- Weiding (83)
- Zaissing (20)

(Einwohnerzahl der Ortschaft laut Statistik Austria wird jeweils in Klammern angegeben, Stand 1. Jänner 2024)

### Nachbargemeinden
| Vöcklabruck      | Attnang-Puchheim                            | Desselbrunn |
| Timelkam         | Kompassrose, die auf Nachbargemeinden zeigt | Ohlsdorf    |
| Aurach am Hongar |                                             | Pinsdorf    |

## Geschichte

### Ortsgeschichte

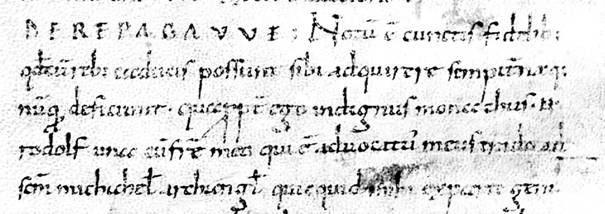
Erste urkundliche Erwähnung Regaus

Am 11. Juni, vermutlich im Jahr 801, wird in einer Urkunde zum ersten Mal der Name Repagove erwähnt. Der Name Regau lässt sich von  „Rebengau“ ableiten, welcher sich aus der bekannten Weinbaugeschichte der Marktgemeinde ableiten lässt.
Später herrschten darüber die Grafen von Rebegau, ihre Burg stand vermutlich in der heutigen Ortschaft Burgstall. Ursprünglich im Ostteil des Herzogtums Bayern liegend, gehörte der Ort seit dem 12. Jahrhundert zum Herzogtum Österreich. Seit 1490 wird er dem Fürstentum Österreich ob der Enns zugerechnet.
Während der Napoleonischen Kriege war der Ort mehrfach besetzt.
Seit 1918 gehört der Ort zum Bundesland Oberösterreich. Nach dem Anschluss Österreichs an das Deutsche Reich am 13. März 1938 gehörte der Ort zum „Gau Oberdonau“, 1945 erfolgte die Wiederherstellung Oberösterreichs.
Am 6. März 2000 erfolgte die Erhebung zum Markt.

## Kultur und Sehenswürdigkeiten

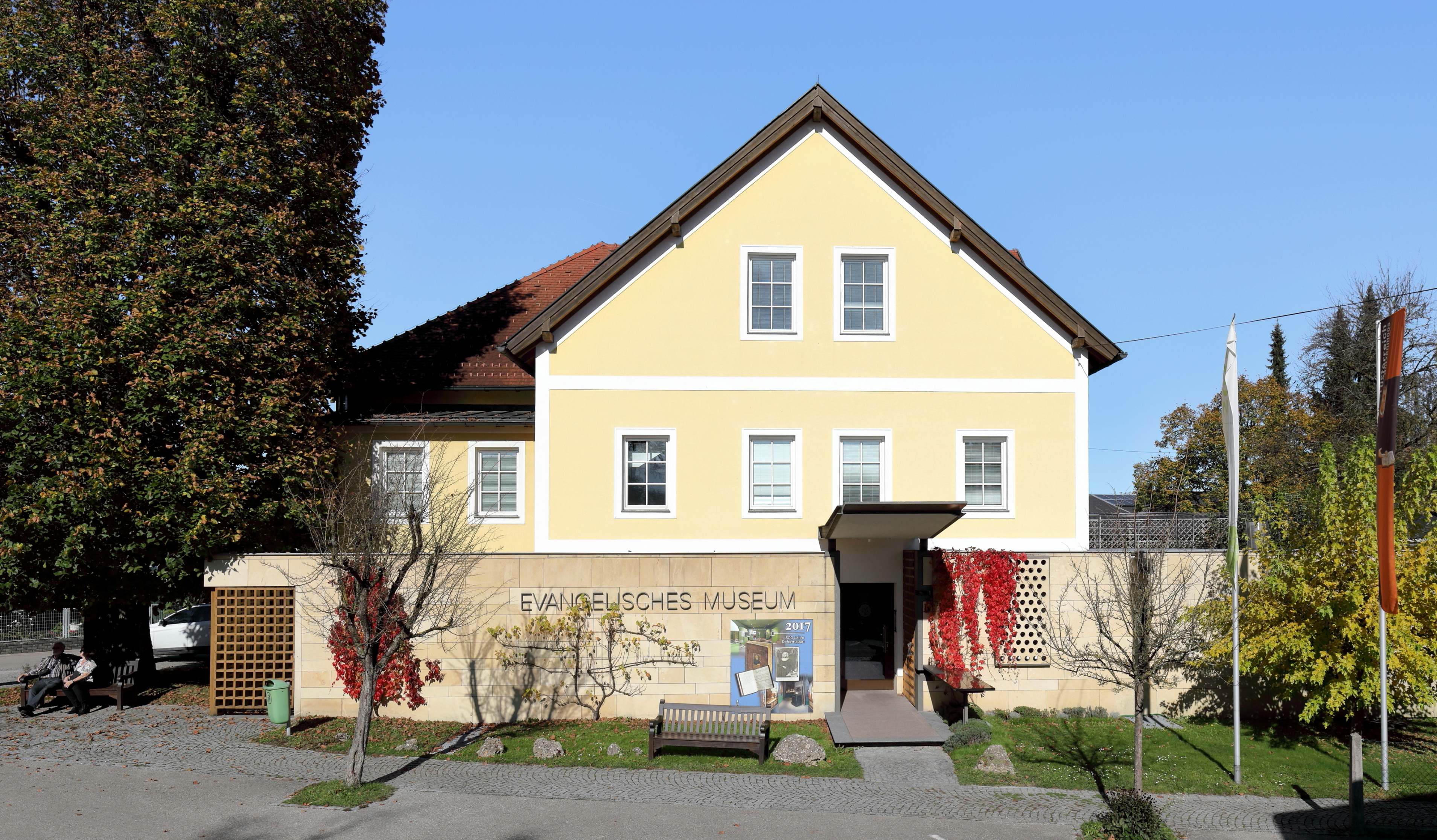
Evangelisches Museum

- Von der Burg der Grafen von Rebgau sind keine Überreste mehr vorhanden.
- Katholische Pfarrkirche Regau
- Vituskirche in Oberregau
- Evangelische Pfarrkirche Rutzenmoos
- Evangelisches Museum Oberösterreich: Das Museum in der ehemaligen evangelischen Volksschule in der Ortschaft Rutzenmoos wurde im Jahr 2000 eröffnet.

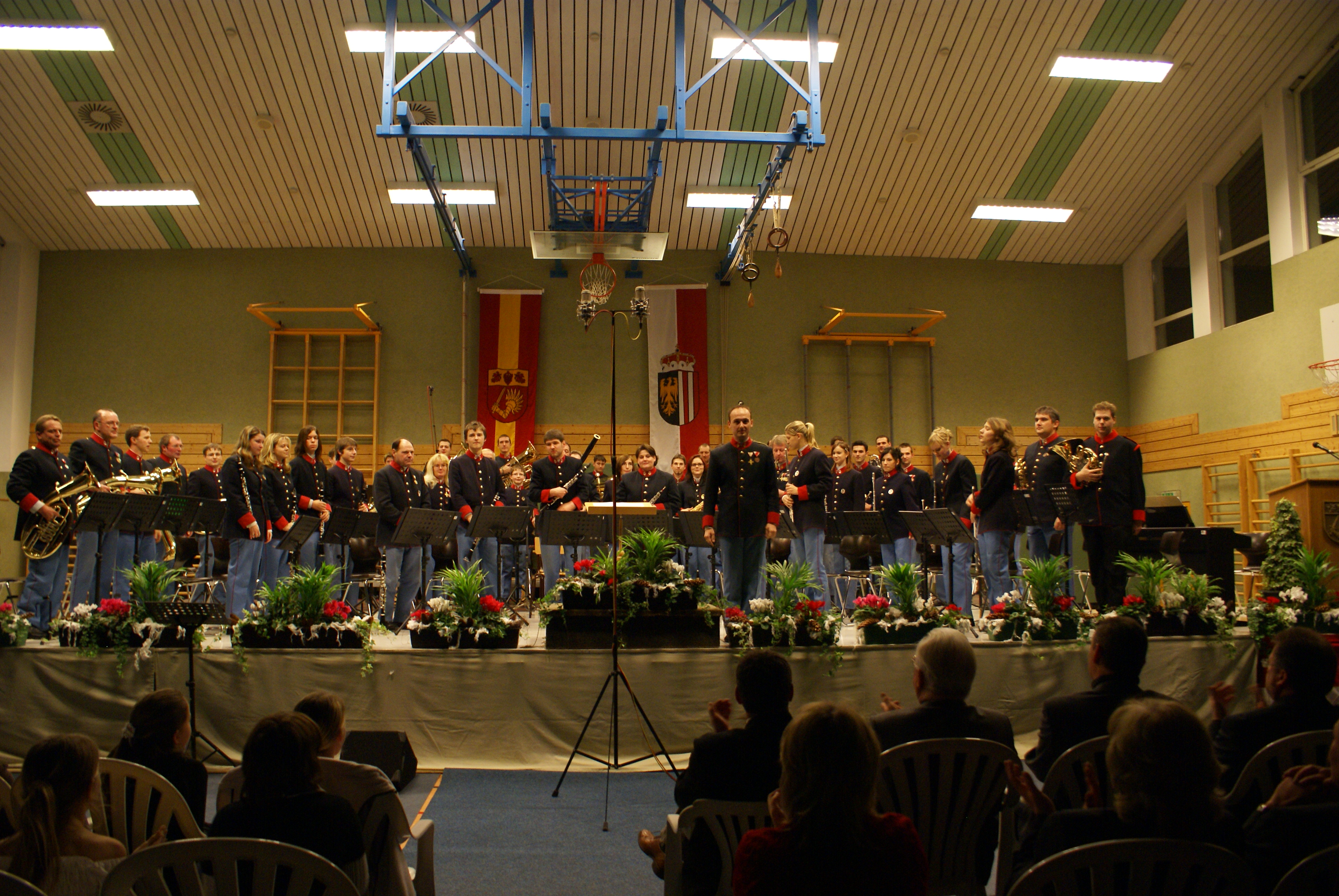
Bürgerkorpskapelle Regau beim Konzert 2006

- Regau verfügt über verschiedene Traditions- und Kulturvereine. Neben der Goldhauben- und Kopftuchgruppe ist hier vor allem das „Uniformierte Bürgerkorps Regau“, mit ca. 150 aktiven und unterstützenden Mitgliedern die stärkste Bürgergarde Österreichs, zu nennen. Auch die örtliche Pfadfindergruppe trägt zum ausgeprägten Vereinsleben der Gemeinde bei.
- Die bekanntesten musikalischen Vereine der Gemeinde sind die Bürgerkorpskapelle Regau unter Kapellmeister Michael Lettner und Obmann Claus Pohn, das dazugehörige Jugendorchester sowie der Rutzenmooser Posaunenchor. Weiters existiert auch ein Kirchenchor.

## Wirtschaft und Infrastruktur
Quer durch die Marktgemeinde verläuft die Salzkammergut Straße B 145, die sich bis in die Steiermark erstreckt.
Regau ist, wegen seiner günstigen Lage, in den letzten Jahren zu einem beliebten Standort für Betriebe geworden (z. B.: Star Movie-Kino Regau, Bellaflora). Überregionale Bedeutung hat Regau auch aufgrund einer im Gemeindegebiet angesiedelten Tierkörperverwertung (TKV). Im Gemeindegebiet befindet sich ein künstlich angelegter Badesee.

### Verkehr
Nahe Regau ist eine Anschlussstelle der Westautobahn A 1 über die Salzkammergut Straße B 145 erreichbar. In Wankham befindet sich eine Bahnhaltestelle der Salzkammergutbahn, die von Attnang-Puchheim über Gmunden nach Stainach-Irdning führt. Die Ortsteile der Marktgemeinde sind durch mehrere Post- und Citybus-Linien miteinander verbunden.

### Bildung
In Regau befinden sich eine Volksschule, eine neue Mittelschule und eine Musikschule; Rutzenmoos beherbergt eine Volksschule. Darüber hinaus existieren noch Kindergärten in Schalchham, Regau und Rutzenmoos.

### Sport
Der größten Sportvereine der Gemeinde sind die Sportunion Raiffeisen Regau und der Askö Regau. Weiters bestehen einige kleinere Vereine.

## Politik
Der Gemeinderat hat 31 Mitglieder.
- Mit den Gemeinderats- und Bürgermeisterwahlen in Oberösterreich 2003 hatte der Gemeinderat folgende Verteilung: 12 ÖVP, 11 SPÖ, 5 GRÜNE und 3 FPÖ.
- Mit den Gemeinderats- und Bürgermeisterwahlen in Oberösterreich 2009 hatte der Gemeinderat folgende Verteilung: 17 ÖVP, 12 SPÖ, 4 FPÖ und 2 GRÜNE.
- Mit den Gemeinderats- und Bürgermeisterwahlen in Oberösterreich 2015 hatte der Gemeinderat folgende Verteilung: 15 ÖVP, 9 FPÖ, 4 SPÖ und 3 GRÜNE.
- Mit den Gemeinderats- und Bürgermeisterwahlen in Oberösterreich 2021 hat der Gemeinderat folgende Verteilung: 14 ÖVP, 8 FPÖ, 5 GRÜNE und 4 SPÖ.[2]

### Bürgermeister
- bis 2005 Fritz Feichtinger (ÖVP)
- seit 2005 Peter Harringer (ÖVP)

### Wappen
Blasonierung: „Unter goldenem Schildhaupt, darin eine von zwei roten Blättern begleitete, rote Weintraube, in Rot ein goldener Flug mit daraus wachsendem, goldenem, geharnischtem und abgewinkeltem Arm, der ein goldenes Schwert hält.“
Die Gemeindefarben sind Rot-Gelb-Rot.
Das Wappen wurde Regau am 28. Juni 1981 offiziell verliehen.

## Persönlichkeiten

### Söhne und Töchter der Gemeinde
- Emil Rameis (1904–1973), Musiker und Pädagoge
- Karl Neubacher (1926–1978), Grafikdesigner und Medienkünstler
- Maximilian Kreuzer (1960–2010), Physiker
- Albert Pesendorfer (* 1967), österr. Opernsänger (Bass) und Professor für Gesang an der Universität der Künste Berlin

### Mit der Gemeinde verbundene Persönlichkeiten
- Michael Reisecker (* 1982), Dokumentarfilmer
- Monika Schuster (* 1951), Politikerin (SPÖ)
- Michael Seemayer (* 1976), Gewerkschaftsfunktionär und Politiker (SPÖ)